# 天山ウイグル王国

天山ウイグル王国

天山ウイグル王国（てんざんウイグルおうこく）とは、9世紀から13世紀にかけて現在の新疆ウイグル自治区に存在した古代ウイグル人の国家。西ウイグル王国、高昌回鶻、西州回鶻とも称される。都はビシュバリク。主に東西の中継交易で栄えた。

## 歴史

### ウイグルの西走と天山ウイグル王国の成立
840年、モンゴル高原の回鶻（ウイグル）可汗国が崩壊すると、各グループは各テギン（王子）を奉じて四散した。そのうち厖テギンの15部は西のカルルクに亡命しようと西走したが、厖テギンを奉じた一派は分岐し、途中で南下して焉耆（アルク）に落ち着き、北庭（ビシュバリク）地方には僕固俊率いる一派が割拠した。そのままカルルクへ西走した一派はのちにカラハン朝を創始することとなる。厖テギンは焉耆にて可汗（カガン）に即位し、北庭（ビシュバリク）や西州（高昌）、輪台（ウルムチ付近）などに代官を派遣した。856年には唐に使者を送り嗢禄登里羅汨没蜜施合倶録毘伽懐建可汗（ウルグ・テングリデ・クトゥ・ボルミシュ・アルプ・キュリュグ・ビルゲ・懐建・カガン）の称号を受けた。
866年、北庭の僕固俊は西州、輪台の諸城を攻撃し占領、天山ウイグルを統一した。
870年、ウイグルは帰義軍の張淮深を攻めたが、西桐海（現在の敦煌南西のアクサイ・カザフ族自治県の蘇干湖）で敗れた。875年、再度攻撃を仕掛けたが敗退した。876年、ウイグル軍は伊州（ハミ）を攻め落とすことに成功した。以後の詳細な記録はモンゴル時代まで途絶えてしまう。

### 『遼史』と『宋史』の記録
遼帝国（契丹族）の歴史書『遼史』には「和州回鶻｣（和州は高昌の別称）、｢阿薩蘭回鶻」といった名称で記録されている。｢阿薩蘭回鶻｣（アルスラン・ウイグル）とは、当時の天山ウイグルの可汗が代々「○○・アルスラン・カガン｣（獅子帝の意）と称していたことに由来する。900年代から1100年代にかけて天山ウイグルは遼帝国に朝貢をおこなった。
一方、北宋の歴史書『宋史』では、｢高昌回鶻」と「亀茲回鶻」が存在し、それぞれの伝がたてられ記録されている。｢高昌回鶻」は『遼史』でいう「阿薩蘭回鶻」であり、その記録は984年（太平興国九年）をもって終わっている。｢亀茲回鶻」は亀茲（クチャ）に拠った回鶻で、1001年（咸平四年）から記録が始まっている。
亀茲回鶻についてマスウーディーの『黄金の牧場と宝石の鉱山』では「タガズガズ（Tagazgaz＝ウイグル）はホラーサーンと中国の間に位置するクーシャーン（Kouchan＝亀茲）に拠り、その王はイル・ハーンと称し、マニ教を信仰していた」と記している。これを高昌回鶻と同じ政体であるか、異なる政体であるかは議論されるが、藤枝晃によると、｢両者は別であり、高昌回鶻は亀茲回鶻に併合された」としている。

### カラハン朝の侵攻
1017年、カラハン朝がベラサグン地域から進撃して来た。天山ウイグル王国軍はこの攻撃に対して強く反撃に出て、侵入して来たイスラム軍を撃退した。そして、10万帳（一説には30万帳）と伝えられる天山ウイグル軍がカラハン朝の首都であるカシュガル地域へと追撃を続け、さらにはセミレチエ（七河流域）に侵入し、副都のベラサグンからわずか8日の行程のところにまで迫った。カラハン朝の大ハンであるアフマド・トゥガン・ハンは病を抱えながら先頭に立って「最凶悪な異教徒」たる敵を迎え打ち、天山ウイグル軍を撃退した。アフマド・トゥガン・ハンは勢いに乗じてトルファンの地まで反撃し、カラハン朝軍は20万人あまりを殺害し、10万人を捕虜とするという大勝利を収め、また大量の戦利品を獲得した。アフマド・トゥガン・ハンは帰還した後、その信仰のために「感情的な抑圧」を受けて病死した。アフマド・トゥガン・ハンによるこの反撃は未完に終わり、天山ウイグル王国に対する「聖戦（ジハード）」は成功せず、タリム盆地東部のイスラム化は300年間ほど遅れることとなった。この戦争によって大量の人口が死亡し、高昌地区（トルファン）の仏教文化は大きな破壊を被った。アフマド・トゥガン・ハンの死後、カラハン朝ではさらに激烈な内部争いが起こり、天山ウイグル王国に対する戦争は棚上げにされた。

### 西遼（カラ・キタイ）の属国となる

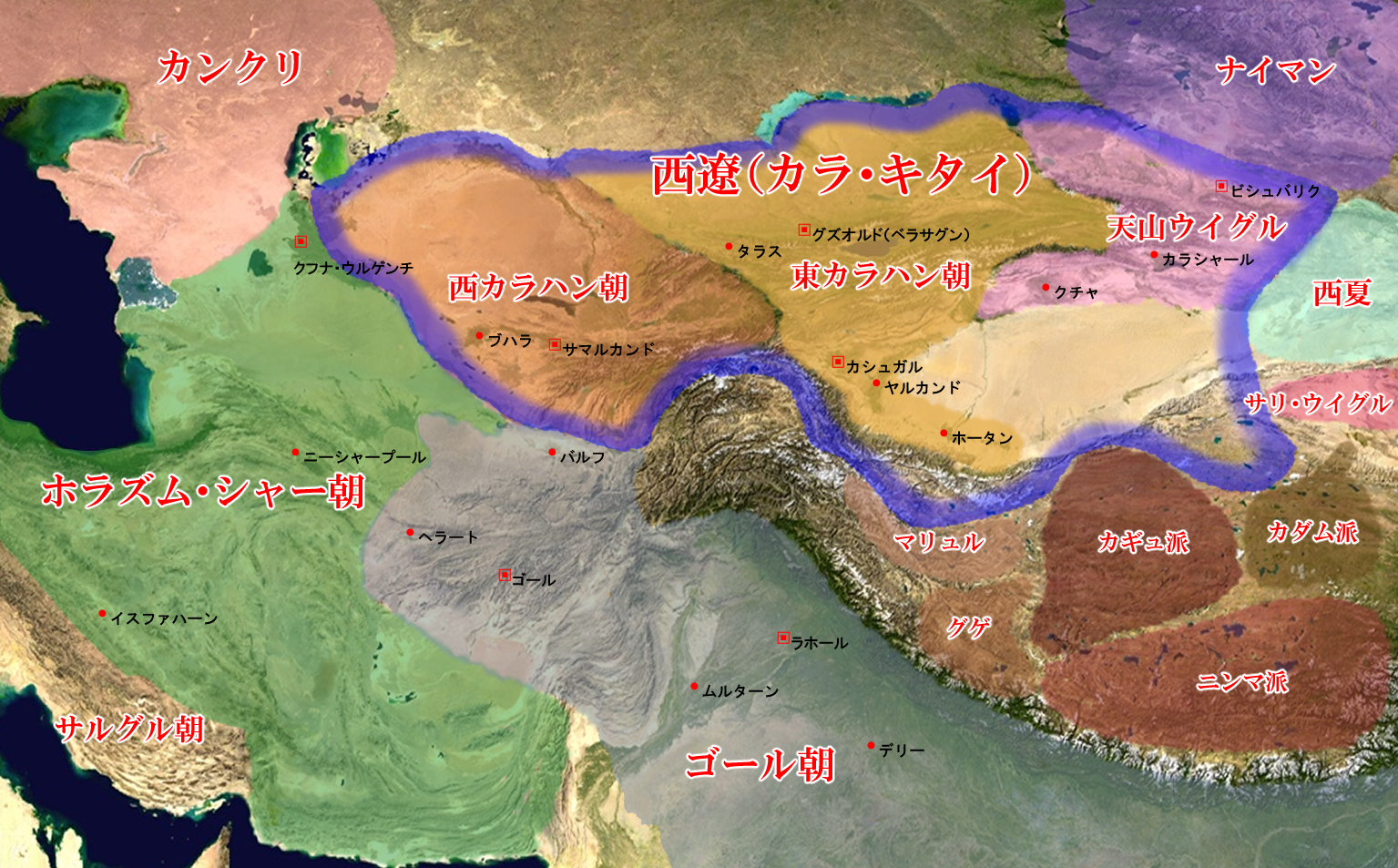
12世紀末の中央アジア

1124年、遼が金に滅ぼされると、皇族の耶律大石は一部の契丹族を率いてモンゴル高原の鎮州可敦城（現在のボルガン県近辺）に逃れて、現地の諸部族の力を借りて天祐皇帝と称した。しかし、この地にも金の勢力が迫ってきたため、耶律大石はアルタイ山脈を越えて更に西へ移動する。移動に際してビシュバリクを本拠地とする天山ウイグル王国と衝突し、1131年にウイグル王国は耶律大石の部下を捕らえて金に引き渡した。東トルキスタンの横断に失敗した耶律大石は天山山脈の北方に進路を変え、1132年ごろにウイグルを臣従させる。さらにベラサグンを本拠地とする東カラハン朝から援助を求められると、東カラハン朝と敵対するテュルク諸部族を破った後、ベラサグンを占領した。ベラサグンを征服した耶律大石は町をグズオルドと改称して新国家の首都に定めた。

### チンギス・カンに帰順する
ウイグル王国には西遼から一人の総督（少監）が派遣されて駐屯していたが、その専横がはなはだしく、民衆から憎まれていた。1209年、ウイグル国王（イディクート）バルチュク・アルト・テギンは国相ビルゲ・ブカの助言を得てその少監をカラ・コージャ（高昌）で殺害した。翌年（1210年）、モンゴル高原を統一したばかりのチンギス・カンに使者を送り、帰順の意を示した。1211年、これに喜んだチンギス・カンは娘のアル・アルトゥン（アルトゥン・ベキ）をバルチュク・アルト・テギンに娶らせる約束をした。

### モンゴル帝国時代―ウイグル駙馬王家―
バルチュク・アルト・テギンは『世界征服者の歴史』などではジョチらチンギスの4人世嗣に準ずる「第5位の世嗣」と称されるほど尊重された。以後モンゴル帝国ではウイグル王家は「ウイグル駙馬王家」としてコンギラト駙馬家と並ぶ、駙馬王家筆頭と賞されモンゴル王族に準じる地位を得る事となる。モンゴル帝国および大元朝ではウイグル出身官僚がモンゴル宮廷で多数活躍し、帝国の経済を担当するようになった。この時代『世界征服者の歴史』や『集史』などではウイグル王国方面を指して「ウイグリスターン（Ūyghristān）」と呼んでいる。初期のモンゴル帝国では「ウイグリスタンからジャイフーン川（＝アム川）に至る地域」はひとまとまりの地域として扱われ、漢文史料上で「別失八里等処行尚書省」と呼ばれる統治機関が置かれていた。

### ウイグル王家の没落
「五番目の世嗣」として格別の厚遇を受けたウイグル王家はモンゴル帝国治下で繁栄を続けたが、1260年代に始まるオゴデイ家のカイドゥがカアンたるクビライに叛旗を翻したことで状勢は急変した。チャガタイ家を併合し、中央アジアで急速に勢力を拡大したカイドゥの勢力（「カイドゥの国」、カイドゥ・ウルスとも呼ばれる）はクビライの支配する大元ウルスと対立し、ウイグリスタンは両勢力の抗争の最前線となってしまった。1275年にはカイドゥに臣従したチャガタイ家のドゥアが天山ウイグル王国の首都カラ・ホジョを包囲し、時の君主コチカル・テギンは自らの娘を差し出すことで滅亡を免れた（カラ・ホジョの戦い）。しかし、これ以後もカイドゥ・ウルスの攻撃は続き、ウイグル王家はカラ・ホジョからクムル（哈密）、クムルから永昌へと東方に移住せざるを得なくなった。永昌に移住したウイグル王家はこの地に定住し、以後ウイグル王家は一時的にウイグリスタンに帰還することはあったものの、基本的には永昌地方の王家として歴史を終えた。一方、ウイグル王家に代わってウイグリスタンを支配したのがドゥアを初めとするチャガタイ王家で、ドゥア家は14世紀初頭にカイドゥ・ウルスを乗っ取り、遅くとも1320年代のケベクの治世にウイグリスタン支配を確立した。チャガタイ家によるウイグリスタン支配は、15世紀以後にもモグーリスタン・ハン国に受け継がれた。

## 天山ウイグル王国の「イディクート」
イディクート（Īdï Qūt、亦都護）とは天山ウイグル王国の王号である。テュルク語でïdïqとは「神から贈られた」「至福の」「神聖な」という意味で、qūtとは「息」「魂」「生命」から転じて「幸福」「吉祥」という意味である。バルトールドによるとこの称号はバシュキル族の首長の名でそれを受け継いだものだという。

## 領域
天山ウイグル王国の領土は主に北庭（ビシュバリク）、高昌（カラコジョ）、伊州（カミル、ハミ）、焉耆（アルク、カラシャール）、亀茲（クチャ）の5地域に分かれていた。

## 国民と言語
天山ウイグル王国の住民はウイグル人、漢人、トカラ人、ソグド人などで構成されており、各々が各々の母国語（ウイグル語、漢語、トカラ語、ソグド語）で話していた。

## 文字
漢字、ソグド文字、トカラ文字、ウイグル文字、ブラーフミー文字を使用した。これらは敦煌文献やその他の文献によって見ることができる。

## 宗教
天山ウイグル王国初期（9世紀中葉～10世紀）に支配層であるウイグル人の間で信奉されていたのはマニ教であるが、10世紀の終わり頃から次第に仏教が人気を集め、次々と改宗していき、11世紀後半にはマニ教はほぼ消滅してしまう。仏教はもともとこの地の土着民であるトカラ人、漢人、ソグド人などによって信仰されていたが、9世紀末～10世紀中葉に彼らによってウイグル語仏教経典が作られ、普及されていった。テュルク系民族への仏教の普及は西突厥時代にソグド人によって広められたとする「ソグド仮説」と、天山ウイグル王国時代にトカラ人・漢人によって広められたとする「トカラ仮説」があるが、森安孝夫は後者の説をとっている。
ウイグル仏教界では以下のような称号がある
- 都統・・・最高位の称号。その地位はカガン、カトゥンの下、宰相の上に位置する。
- 律師・・・高僧の称号
- ケシ・アチャリ（阿閤梨）・・・高僧の称号
- シャジン・アイグチ（沙津愛護持）・・・モンゴル帝国に帰順後に使用された最高位の称号

## 遺跡
- ベゼクリク千仏洞・・・美しい仏教壁画で知られるが、20世紀初頭にル ･コック率いるドイツ隊、スヴェン・ヘディン、オーレル・スタイン、大谷探検隊によって多くの壁画が切り取られてしまう。

## ウイグル語訳された仏典
- 『マイトリシミット』
- 『十業道物語』
- 『アラネーミ・ジャータカ』
- 『天地八陽神呪経』
- 『金光明最勝王経』
- 『無量寿経』
- 『観音経』(『妙法蓮華経』の一部)
- 『千眼千膏観世音菩薩陀羅尼神呪経』
- 『千手千眼観世音菩薩大国満無凝大悲心陀羅尼経』
- 『妙法蓮華経玄賛』
- 『善悪二王子経』
- 『仏陀伝』
- 『妙法蓮華経』

## ギャラリー

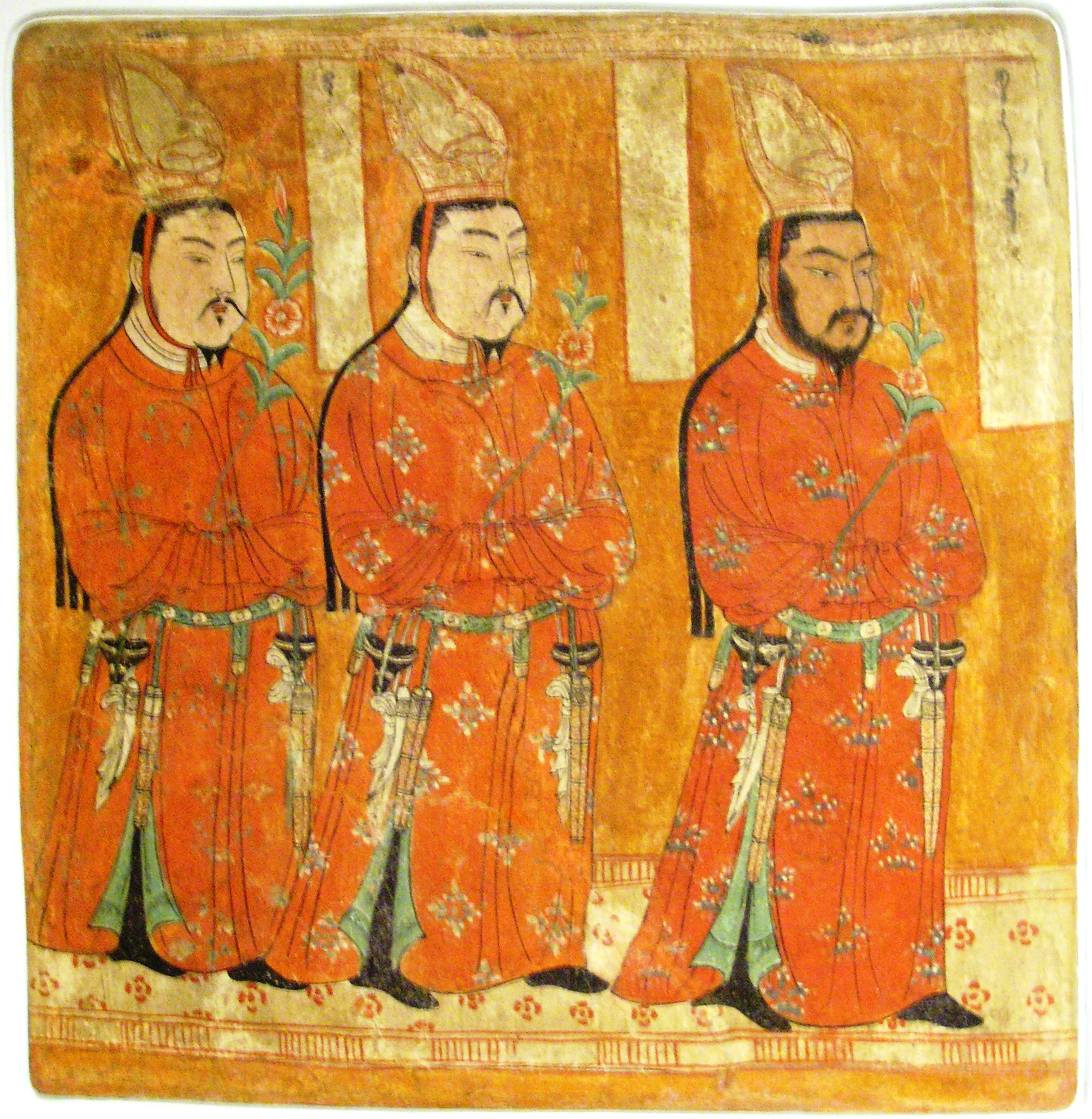
ウイグル人王侯供養者（ベゼクリク出土）
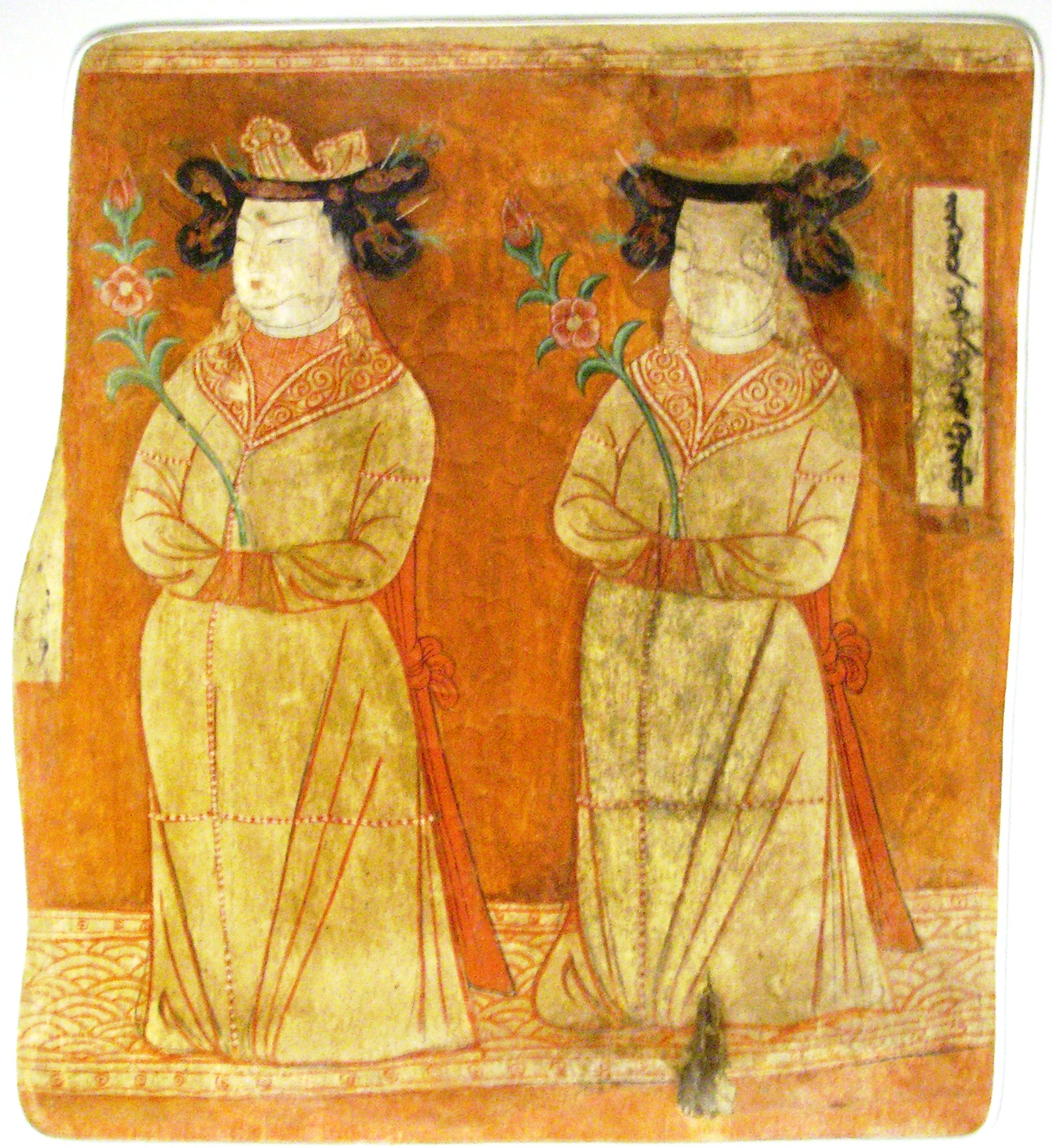
ウイグル人貴婦人供養者（ベゼクリク出土）
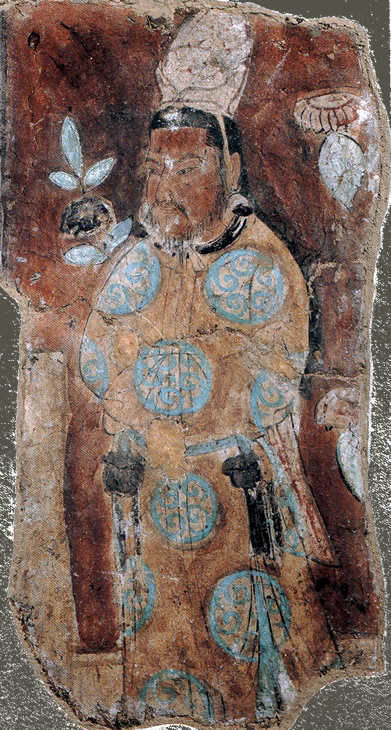
ウイグル人王侯供養者（ベゼクリク出土）
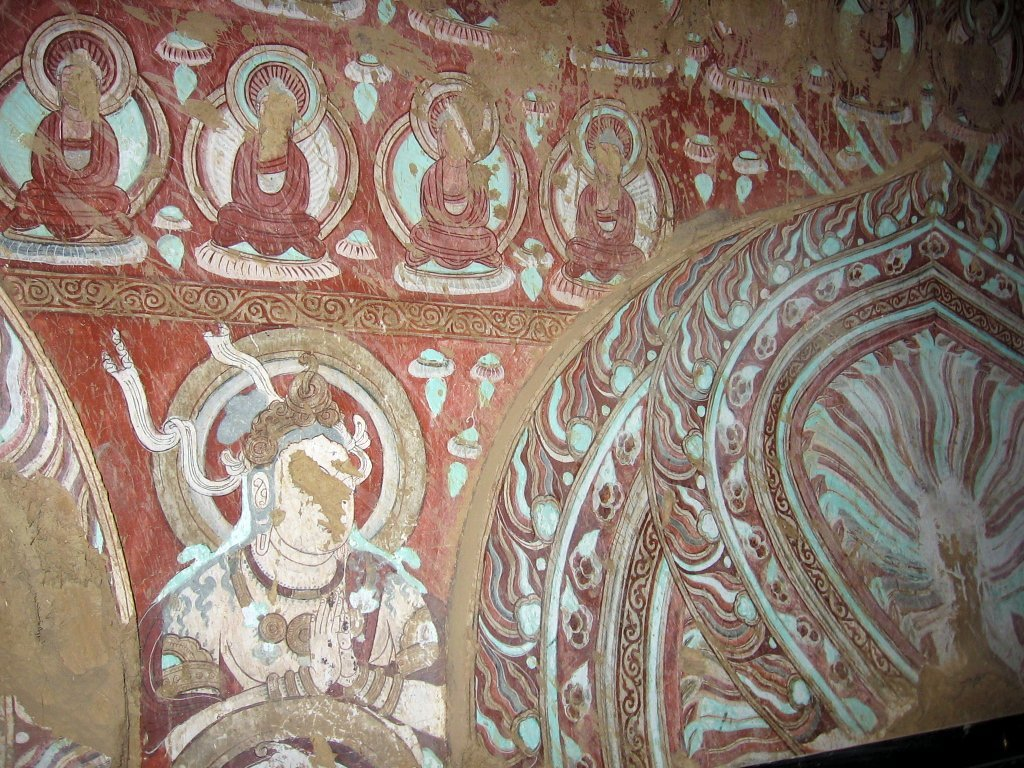
ベゼクリク千仏洞壁画
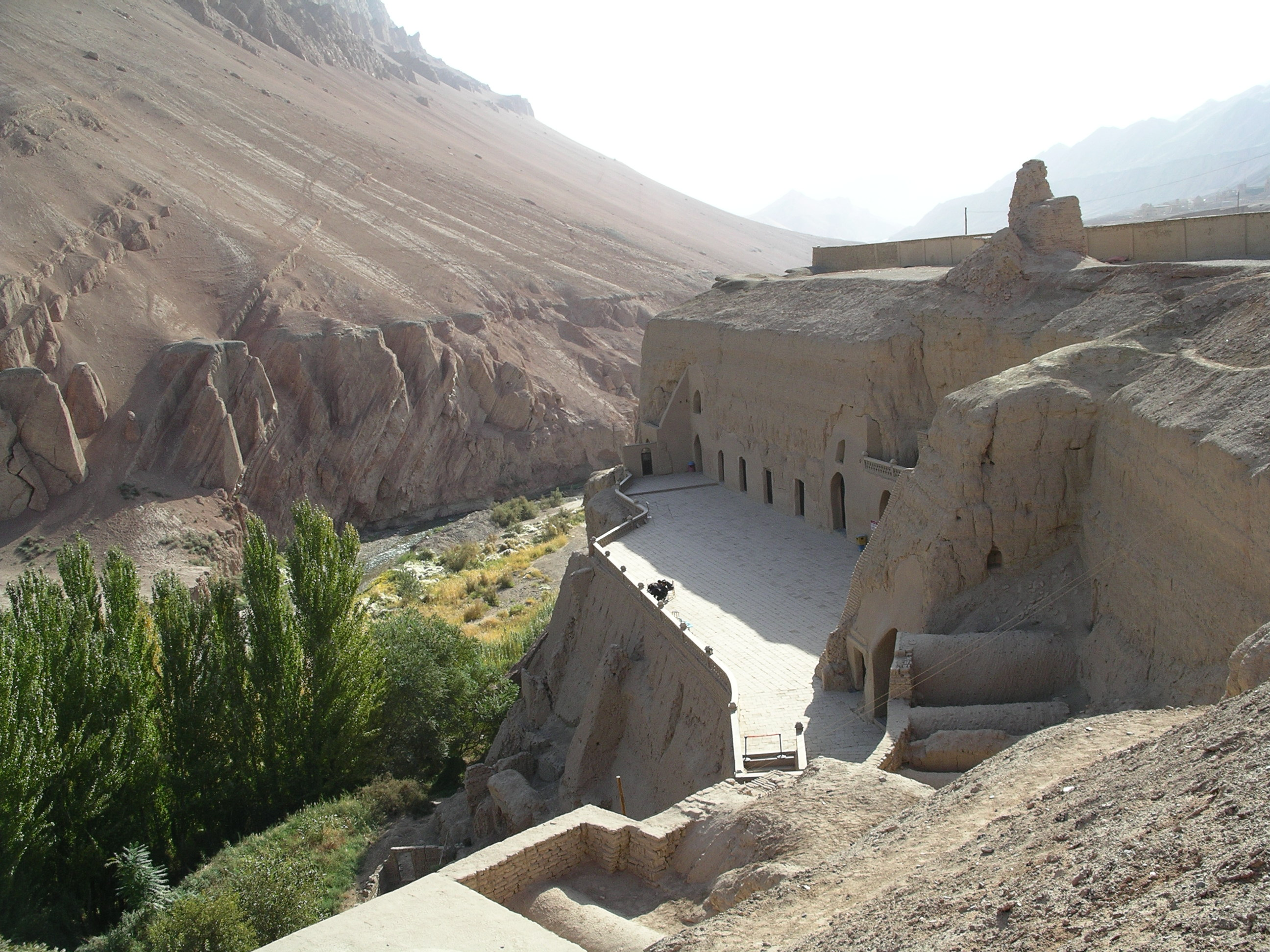
ベゼクリク外観
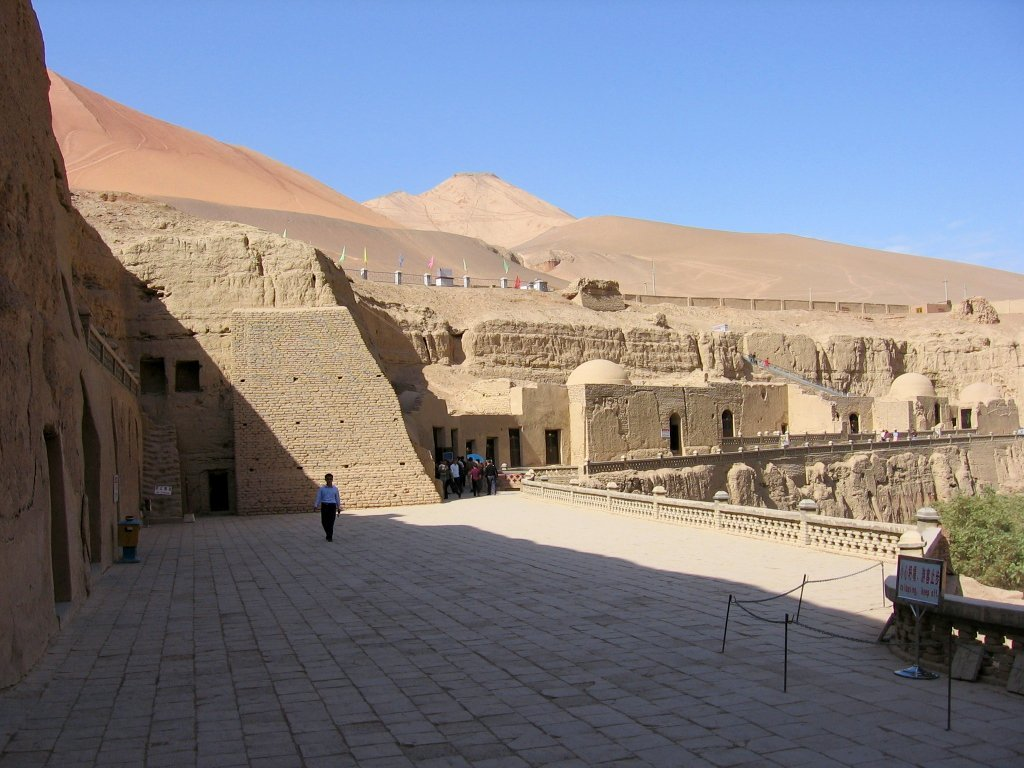
ベゼクリク外観
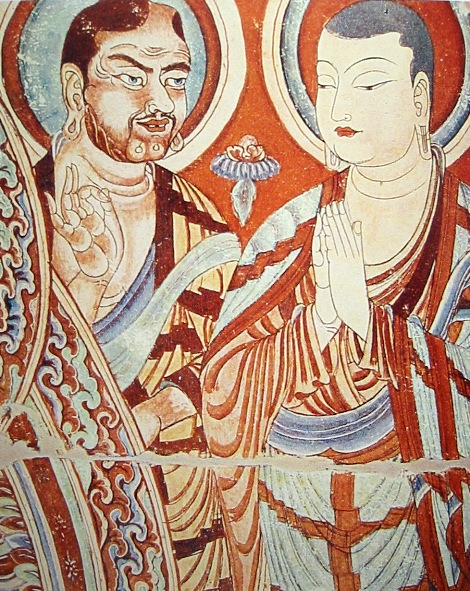
ベゼクリク千仏洞壁画
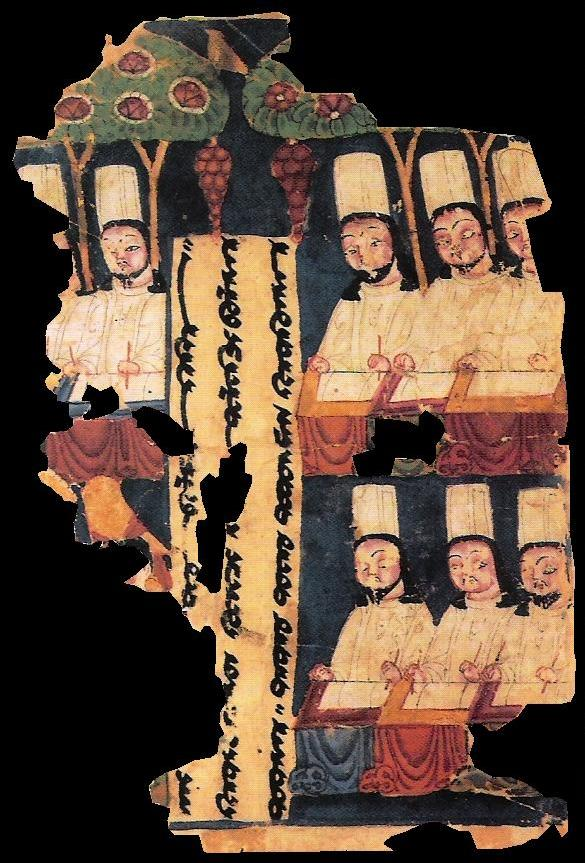
ソグド語によるマニ教典断簡（トルファン・高昌故城出土）

## 歴代君主
前半期の王称号
| 在位     | 王名 | 即位前の名前 | ラテン字表記                                                                                                |
| -------- | --- | ------------ | --- |
| ?-856-?  | ウルグ・テングリデ・クトゥ・ボルミシュ・アルプ・キュリュグ・ビルゲ・懐建・カガン | 厖特勤       | uluγ tängridä qut bulmïš alp külüg bilgä 懐建 qaγan                                                         |
| ?-954-?  | トルテュンチュ・イル・ビルゲ・テングリ・イリグ | ?            | törtünč il bilgä tängri ilig                                                                                |
| ?-983-?  | トルテュンチュ・アルスラン・ビルゲ・テングリ・イリグ・シュンギュリュグ・カガン | ?            | törtünč arslan bilgä tängri ilig süngülüg qaγan                                                             |
| 996-?    | ボギュ・ビルゲ・テングリ・イリグ | ?            | bögü bilgä tängri ilig                                                                                      |
| 1007-?   | キュン・アイ・テングリテグ・キュセンチグ・コルトゥレ・ヤルク・テングリ・ボギュ・テングリ・ケニミズ                                                                                       | ?            | kün ay tängritäg küsänčig körtlä yaruq tängri bögü tängrikänimiz                                            |
| ?-1019-? | キュン・アイ・テングリデ・クトゥ・ボルミシュ・ウルグ・クトゥ・オルナンミシュ・アルピン・エルデミン・イル・トゥトゥミシュ・アルプ・アルスラン・クトゥルグ・キョル・ビルゲ・テングリ・ハン | ?            | kün ay tängridä qut bulmïš uluγ qut ornanmïš alpïn ärdämin il tutmïš alp arslan qutluγ köl bilgä tängri χan |
| ?        | キュン・アイ・テングリレルテ・クトゥ・ボルミシュ・ブヤン・オルナンミシュ・アルピン・エルデミン・イル・トゥトゥミシュ・ウチュンチ・アルスラン・ビルゲ・ハン                               | ?            | kün ay tängrilärtä qut bulmïš buyan ornanmïš alpïn ärdämin il tutmïš üčünč arslan bilgä χan                 |
| ?-1067-? | テングリ・ボギュ・イル・ビルゲ・アルスラン・テングリ・ウイグル・テルケニミズ | ?            | tängri bögü il bilgä arslan tängri uyγur tärkänimiz                                                         |

モンゴル帝国帰順前後のイディクート
| 在位            | 王名                       | 漢字表記         | ラテン字表記              | 備考                                     |
| --------------- | -------------------------- | ---------------- | ------------------------- | ---------------------------------------- |
| ? - ?           | ヨスン・テムル             | 月仙帖木児       | Üsen temür                |                                          |
| ? - 1209年 - ?  | バルチュク・アルト・テギン | 巴而朮阿而忒的斤 | Barǰuq art tigin          | ヨスン・テムルの子、モンゴル帝国に帰順。 |
| ? - ?           | ケスメズ（キシュマイン）   | 怯石邁因         | کیشماین/kīshmāīn          | バルチュク・アルト・テギンの子           |
| ? - 1252年      | サランディ・テギン         | 薩侖的斤         | سالندی/sālandī            | ケスメズの弟                             |
| 1252年 - ?      | オグルンチ・テギン         | 玉古倫赤的斤     | Ögrünč tigin,اوکنج/ūknchī | サランディの弟                           |
| ? - 1265年      | マムラク・テギン           | 馬木剌的斤       | Mamuraq tigin             | オグルンチの子                           |
| 1266年 - 1283年 | コチカル・テギン           | 火赤哈児的斤     | Qočqar tigin              | マムラクの子、ウイグリスタンを放棄。     |

永昌路移住後の高昌王
| 在位            | 王名                 | 漢字表記     | ラテン字表記     | 備考                   |
| --------------- | -------------------- | ------------ | ---------------- | ---------------------- |
| 1308年 - 1318年 | ネウリン・テギン     | 紐林的斤     | Neülin tigin     | コチカルの子           |
| 1318年 - 1329年 | テムル・ブカ         | 帖木児不花   | Temür buqa       | ネウリンの子           |
| 1329年 - 1332年 | センキ・テギン       | 籛吉         | Sengki tigin     | テムル・ブカの弟       |
| 1332年 - ?      | タイピヌ・テギン     | 太平奴       | Taypinu tigin    | センギの弟             |
| ? - 1353年      | オルク・テムル       | 月魯帖木児   | Ürük temür       | 父は不明               |
| ? - ?           | サンガ               | 桑哥         | Sangga           | オルク・テムルの子     |
| ? - ?           | スス・テギン         | 雪雪的斤     | Sösök tigin      | ネウリンの弟、駙馬都尉 |
| ? - ?           | ドルジ・テギン       | 朶児的斤     | Dorǰi tigin      | ススの子、駙馬都尉     |
| ? - ?           | バヤン・ブカ・テギン | 伯顔不花的斤 | Bayan buqa tigin | ドルジの子             |
| ? - ?           | エセン・ブカ         | 也先不花     | Esen buqa        | バヤン・ブカの子       |

※漢字名は『高昌王世勲碑』、『元史』列伝第九より。ケスメズ、サランディ、オグルンチは『集史』、『世界征服者の歴史』より。オルク・テムル以下は『新元史』列伝第十三より。アルファベット転写はルイス・アンビスの『元史』諸王表訳注に拠った。
なお、トルグン・アルマスの『ウイグル人』では、以下のような可汗の名称と在位年数となっている。
1. 848–866: パンテキン
2. 866–871: ボコテキン
3. 940–948: イルディミンハン
4. 948–985: アルスランハン
5. 1125–?: ビルゲテキン
6. ?–?: イセントムル
7. 1208–1235: バウルチュク・アルトゥテキン
8. 1235–1245: クスマイン
9. 1246–1255: サルンテキン
10. 1255–1265: オグルンジテキン
11. 1265–1266: マモラクテキン
12. 1266–1276: コジガルテキン
13. 1276–1318: ノリンテキン
14. 1318–1327: トムル・ボカ
15. 1327–1331: センギテキン
16. 1331–1335: タイパン

## 天山ウイグル王家
- ヨスン・テムル（Üsen temür ＞月仙帖木児/yuèxiān tièmùér）
  - バルチュク・アルト・テギン（Barǰuq art tigin ＞巴而朮阿而忒的斤/bāérzhú āértè dejīn,,بارجق/bārjūq）
    - キシュマイン（Kišmain ＞کیشماین/kīshmāīn）
    - サランディ・テギン（Salandi tigin ＞سالندی/sālandī）
    - オグルンチ・テギン（Ögrünč tigin ＞玉古倫赤的斤/yùgǔlúnchì dejīn,اوکنج/ūknchī）
      - マムラク・テギン（Mamuraq tigin ＞馬木剌的斤/mǎmùlà dejīn）
        - コチカル・テギン（Qočqar tigin ＞火赤哈児的斤/huǒchìhāér dejīn）
          - ネウリン・テギン（Neülin tigin ＞紐林的斤/niǔlín dejīn）
            - テムル・ブカ（Temür buqa ＞帖木児不花/tièmùér bùhuā）
              - ブダシリ（Budaširi ＞不答失里/bùdáshīlǐ）

            - センキ・テギン（Sengki tigin ＞籛吉/jiānjí）
              - コシャン（Qošang ＞和賞/héshǎng）

            - タイピヌ・テギン（Taypinu tigin ＞太平奴/tàipíngnú）
            - ？オルク・テムル（Ürük temür ＞月魯帖木児/yuèlǔ tièmùér）
              - サンガ（Sangga ＞桑哥/sānggē）

          - キプチャクタイ（Qipčaqtai ＞欽察台/qīnchátái）
          - イル・イグミシュ・ベキ（Il yïγmïš begi ＞也立亦黒迷失別吉/yělì yìhēimíshī biéjí）
          - ソソク・テギン（Sösök tigin ＞雪雪的斤/xuěxuě dejīn）
            - ドルジ・テギン（Dorǰi tigin ＞朶児的斤/duǒér dejīn）
              - バヤン・ブカ・テギン（Bayan buqa tigin ＞伯顔不花的斤/bǎiyán bùhuā dejīn）

## 高昌公主
「駙馬（キュレゲン）王家」としてチンギス・カン家と姻戚関係を持ったウイグル王家は、代々チンギス・カン家の女性（公主）を妻として娶るようになった。『元史』巻109諸公主表はウイグル王家に嫁いだチンギス・カン家の女性を、「高昌公主」と総称している。
1. エル・アルトゥン公主(El altun ＞也立安敦/yělì āndūn,التون بیکی/altūn bīkī)…チンギス・カンの娘で、バルチュク・アルト・テギンに嫁ぐ
2. アラジン・ベキ(Alaǰin ＞الاجین بیکی/ālājīn bīkī)…アルトゥン公主の死後にバルチュクに嫁ぐ予定であったが、バルチュクが亡くなったためキシュマインに嫁ぐ
3. ババカル公主(Babaqar ＞巴巴哈児/bābāhāér)…グユク・カンの娘で、コチカル・テギンに嫁ぐ
4. ブルガン公主(Bulqan ＞不魯罕/bùlǔhǎn)…オゴデイ・カアンの孫娘で、ネウリン・テギンに嫁ぐ
5. バブチャ公主(Babuča ＞八卜叉/bābǔchā)…オゴデイ・カアンの孫娘で、姉のブルガン公主の死後にネウリン・テギンに嫁ぐ
6. ウラジン公主(Ulaǰin ＞兀剌真/wùlàzhēn)…安西王アナンダの娘で、バブチャ公主の死後にネウリン・テギンに嫁ぐ
7. ドルジスマン公主(Dorǰisman ＞朶而只思蛮/duǒérzhǐsīmán)…コデンの孫娘で、テムル・ブカに嫁ぐ
8. バンジン公主(Banǰin＞班進/bānjìn)…コデンの孫娘で、センギに嫁ぐ
9. ブヤン・クリ公主(Buyan Quli＞補顔忽礼/bǔyán hūlǐ)…コデンの孫娘で、姉のバンジン公主の死後にセンギに嫁ぐ
10. アカ・エセン・クト公主(Aqa esen qutu＞阿哈也先忽都/āhā yěxiān hūdōu)…テムル・ブカの子のブダシリに嫁ぐ